# Медное (Тверская область)

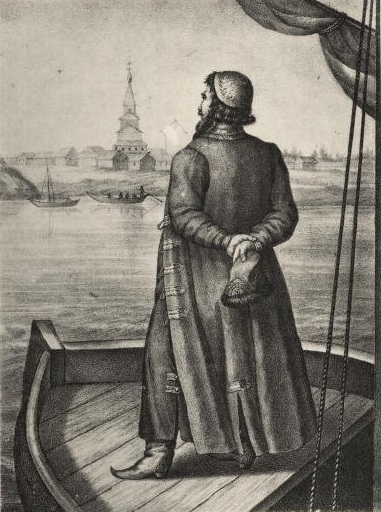
Патриаршее село Медное, близ Твери, в XVII столетии.

Ме́дное — село в Калининском районе Тверской области России, центр Медновского сельского поселения. Население — 2645 чел. (2010).
Расположено на реке Тверце, в 28 километрах к северо-западу от Твери, на автомагистрали «Москва — Санкт-Петербург» М10 (E 105). Через село проходит старая линия шоссе, историческая Новгородская дорога. На противоположном берегу Тверцы — деревня Слобода.
Село является значимой туристической точкой на карте Тверской области.

## Население
| 1859 | 1884  | 1897  | 1939  | 1992  | 2002  | 2010  |
| ---- | ----- | ----- | ----- | ----- | ----- | ----- |
| 2200 | ↘1494 | ↘1109 | ↗1624 | ↗3047 | ↘2732 | ↘2645 |

## История

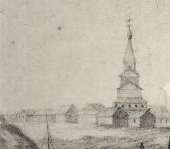
Село Медное на гравюре начала XIX века

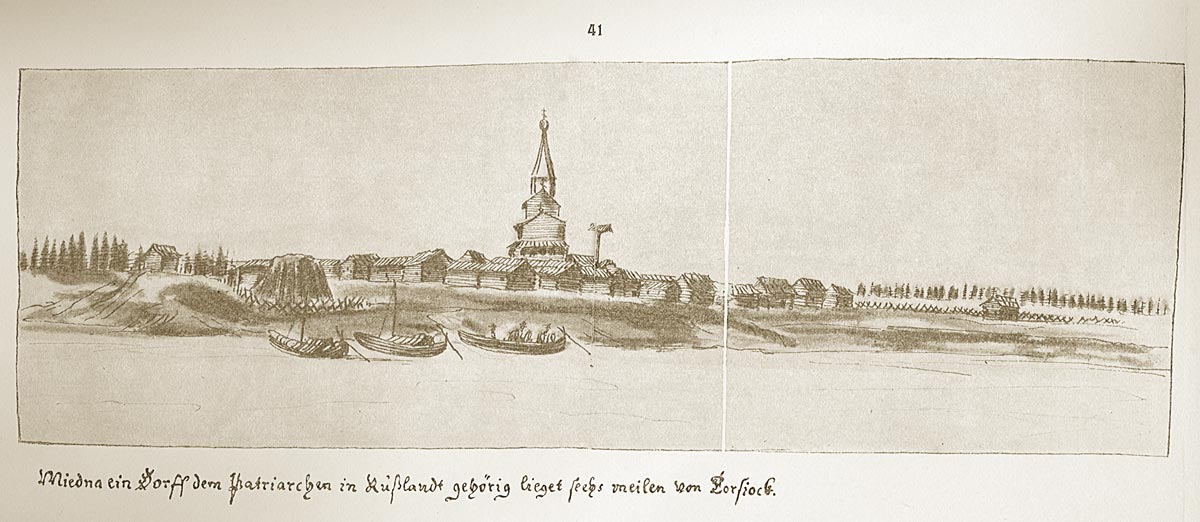
Медное в 1661 году

Медное — одно из древнейших сел Верхневолжья, известное с середины XIV века, принадлежало боярину М. Ф. Фоминскому-Крюку. 
Впервые Медное упоминается в 1340 году в берестяной грамоте как вотчина государственного деятеля и реформатора боярской Новгородской республики Онцифора Лукинича. До 1430 года село Медное - Новгородское владение.
В XVI веке крупное промысловое село на пути из Твери в Торжок и Новгород, пристань на реке Тверце. В конце XVI века из 104 дворов 40 принадлежали ремесленникам. Медное, или Медная, было последним ямом перед Тверью и в этом качестве упоминается у Олеария. В 1516 г Медное (Medina) упоминается Герберштейном в "Записках о Московии". В XVIII веке — 1-й половине XIX века Медное — торговое село и почтовая станция на тракте из Петербурга в Москву. Глава «Медное» есть в книге «Путешествие из Петербурга в Москву» А. Н. Радищева.
В Медном в 1793 году останавливалось чрезвычайное посольство Османской империи во главе с Мустафой Расихом Пашой, следовавшее в С.-Петербург подтвердить условия Ясского мирного договора 1792 года.
На 1859 год в казённом селе Медном Новоторжского уезда Тверской губернии 350 дворов (275 в самом селе, и 75 в Козьмодемьяновской Слободе), 2200 жителей. В селе православная церковь, сельское училище, почтовая станция. Проводится ярмарка, еженедельные базары.
В конце XIX — начале XX века Медное — центр волости и прихода Новоторжского уезда. В 1884 году в селе 278 дворов, 1494 жителя (Слобода уже считается отдельно: 76 дворов, 482 жителя).
В 1905 и 1917 годах в Медном прошли массовые революционные выступления крестьян.

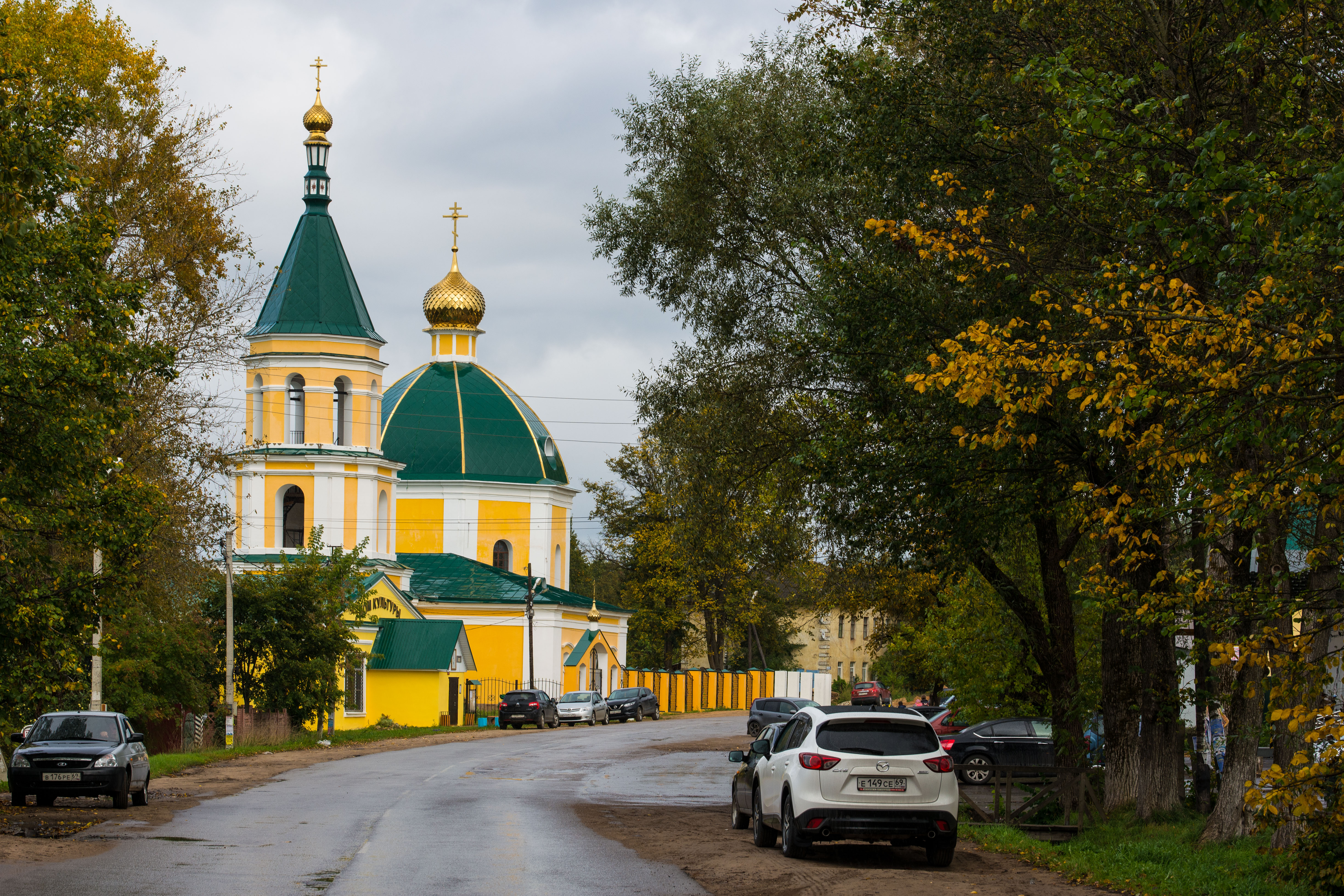
Церковь Казанской иконы Божией Матери в Медном

По переписи 1920 года в селе 1093 жителя, оно является центром сельсовета Медновской волости Новоторжского уезда. В 1929—1935 годах Медное входит в состав Тверского (с 1931 года — Калининского) района Московской области. С 1935 по 1956 год село — центр Медновского района Калининской области.
В конце 1930-х — начале 1940-х годов на полигоне НКВД в окрестностях Медного производились массовые тайные захоронения жертв сталинских репрессий, в том числе более 6 тысяч пленных польских офицеров, расстрелянных по секретному решению Политбюро ЦК ВКП(б) весной 1940 года. Захоронения были обнаружены в августе 1991 года, когда следственная группа Главной военной прокуратуры (ГВП) СССР провела на территории дач КГБ частичную эксгумацию.
Во время Великой Отечественной войны в окрестностях Медного советские войска (оперативная группа Н. Ф. Ватутина) остановили передовые части вермахта, которые планировали прорыв к Торжку (боевая группа полковника Хайдебранда с приданной 900-й моторизованной бригадой). В течение трёх дней, с 17 по 20 октября 1941 года, за Медное велись кровопролитные бои, позволившие отбросить противника на исходные рубежи к Калинину. Село было освобождено контрударом войск под командованием генерал-лейтенанта Ватутина 21—22 октября 1941 года.
С 1937 года в районе Медного хоронили жертв Большого террора. В 1940 году здесь были расстреляны и захоронены несколько тысяч польских военнопленных. В 1996 году по соглашению с Польшей в память об этом был заложен мемориальный комплекс «Медное». Мемориал российским жертвам сталинских репрессиий, заложенный в 2000 году, так и не был достроен.
В 1942—1943 годах, во время Великой Отечественной войны, в этих местах также были похоронены советские солдаты, умершие от ран в окрестных госпиталях и погибшие в ходе боевых действий.

## Современное состояние
Медное — второй по численности населения сельский населённый пункт Тверской области (после Эммаусса), здесь расположены центральная усадьба совхоза «Медновский», птицефабрика «Тверская», комбинат трикотажных изделий, дом культуры, средняя школа, библиотека.
В 1966 году в Медном открыт памятник воинам-землякам.
Сохранились памятники архитектуры: Казанская церковь иконы Божией Материи (1764), частично реконструирован на частные средства Императорский путевой дворец, построенный в конце XVIII века по проекту П. Р. Никитина.
На берегах Тверцы в окрестностях Медного расположены детский летний лагерь, база отдыха и музей художественного стекла.
В 1999 году открыта первая в России агротуристическая ферма.
Медное входит в «Пушкинское кольцо Верхневолжья». Рядом с Медным, в Князево, находится дом-музей С. Я. Лемешева.

## Мемориал жертвам репрессий
Государственный мемориальный комплекс «Медное» — международный мемориал, одно из мест массовых захоронений 1930-х — 1940-х годов. 2 сентября 2000 года в сосновом лесу на другом берегу Тверцы, рядом с деревней Ямок был открыт памятник расстрелянным полякам, к которому ежегодно в этот день приезжают родственники убитых и ставят свечи.
Памятник расстрелянным советским гражданам, предполагавшийся по проекту, так и не был поставлен. В 2007 году финансирование строительства мемориала (построен на 80 %) было прекращено.